# Gemini 6A

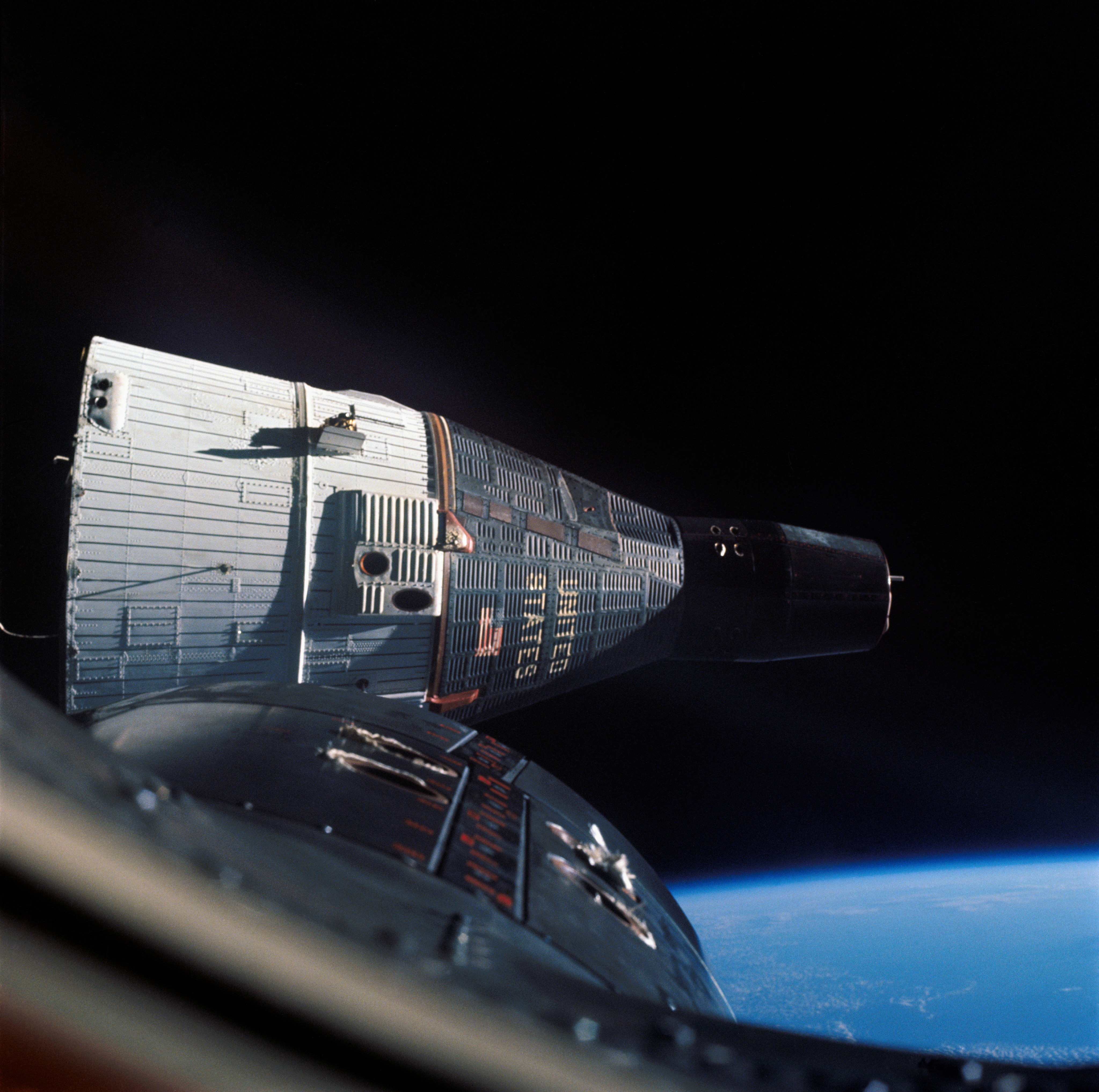
Gemini 6 en 7.

Gemini 6A was de vijfde van tien bemande ruimtevluchten in het kader van het Amerikaanse Geminiprogramma. Gemini 6A voerde de eerste zogenaamde rendezvous uit, met Gemini 7.
Het belangrijkste doel van Gemini 6A was de ontmoeting met Gemini 7, waarbij de bemanning van Gemini 6A oefende in het uitvoeren van rendez-vousmanoeuvres. Gemini 6A werd 11 dagen na Gemini 7 gelanceerd. Het was voor het eerst dat twee bemande Amerikaanse ruimtevaartuigen tegelijk in de ruimte waren. De Sovjet-Unie had enkele jaren daarvoor twee keer gezamenlijke vluchten uitgevoerd, met Vostok 3 en 4, en met Vostok 5 en 6. Tijdens de gezamenlijke vlucht van Gemini 7 en 6A waren voor het eerst in de geschiedenis vier mensen tegelijkertijd in de ruimte.
De lancering zou oorspronkelijk plaatsvinden op 25 oktober 1965. Kort daarvoor werd een Atlas-Agena raket gelanceerd, en de bovenste trap (Agena) zou als doel fungeren voor de Gemini 6A voor het oefenen van rendezvousmanoeuvres. De Gemini zou met de Agena koppelen en de Agena zou de Gemini in een hogere baan brengen. De Agena explodeerde echter, en de lancering van de Gemini 6A werd afgelast.
Al snel ontstond het idee een ander Gemini-ruimtevaartuig als doel te gebruiken in plaats van een Agena. Men kon dan de ontmoeting in de ruimte oefenen, maar de fysieke koppeling was niet meer mogelijk. Het lag voor de hand om daarvoor de eerstvolgende, Gemini 7, te gebruiken. Dit betekende echter wel dat in minder dan twee weken tijd de Amerikanen twee Gemini's moesten lanceren. Omdat dit op één en dezelfde lanceerinstallatie moest gebeuren, en gezien de voorbereidingstijd die een lancering van een Gemini vergde, werd dit een bijzonder ingewikkelde operatie.
Op 12 december 1965 werd getracht de Gemini 6A te lanceren, slechts acht dagen na de lancering van Gemini 7. Aan boord waren gezagvoerder Wally Schirra en piloot Thomas Stafford. De Titan 2 draagraket, met 150 ton brandstof aan boord, ontbrandde - en doofde na 1,2 seconde. Het was niet ondenkbaar dat de raket weldra zou exploderen. De Gemini's waren uitgerust met schietstoelen, juist met het oog op dit soort noodsituaties. Gezagvoerder Wally Schirra bleef echter kalm en trok niet aan de hendels die de schietstoelen moesten activeren. Er gebeurde verder niets, de raket was gered en de bemanning ongedeerd. Desondanks moest de lancering voor die dag worden afgelast.
Drie dagen later werd een tweede poging gedaan, en de lancering verliep perfect. Ook de rest van de vlucht verliep volgens wens, inclusief het uitvoeren van de rendezvousmanoeuvre met Gemini 7. De twee ruimtevaartuigen ontmoetten elkaar op enkele meters afstand.
De Gemini 6A landde slechts 10 kilometer naast het beoogde doel in de Atlantische Oceaan. Twee dagen later landde Gemini 7, eveneens in de Atlantische Oceaan.
De capsule van de Gemini 6A wordt tentoongesteld in het McDonnell Planetarium, Saint Louis, Montana, Verenigde Staten.